# 北原沙彌香
北原沙彌香（日语：／ Kitahara Sayaka，1993年11月29日—），日本女性聲優、歌手、演員、偶像，埼玉縣出身。賢Production所屬。
2011年從Hello! Pro EGG畢業並移籍至TIGHTPRO。2015年退出TIGHTPRO。2016年1月15日開始加入賢Production。

## 人物
2004年起為Hello! Pro EGG的一員。
2008年3月3日與久住小春、吉川友一同被選拔為《MilkyWay》的成員，並發行單曲。同時擔任電視動畫《花漾明星KIRARIN》的雪野諾兒一角。
2009年5月4日《MilkyWay》在中野太陽廣場舉行最後一場活動後正式解散。
在2011年5月開始播放的動畫《閃電十一人GO》飾演女主角空野葵，正式以聲優身分出道。

## 演出作品
※粗體字為主要角色。

### 電視動畫
2008年
- 花漾明星KIRARIN（雪野諾兒[10]）

2011年
- 閃電十一人GO（空野葵）

2012年
- 閃電十一人GO 時空之石（空野葵[11]）

2013年
- 閃電十一人GO 銀河（空野葵[12]、小精靈）

2014年
- 宇宙浪子（艾蜜莉〈跟隨者〉[13]）

2016年
- 我的英雄學院（歐爾麥特的崇拜者）
- 偶像學園STARS！（上級生）
- Concrete Revolutio～超人幻想～ THE LAST SONG（桃瀨）
- 烙印勇士（侍女）
- DAYS（小百合的友人）
- 超心動！文藝復興（女學生）

2017年
- 偶像學園STARS！（森琪拉莉）
- 新撰組鎮魂歌 二分之一（京女）
- 武裝少女Machiavellianism（龜鶴城瑪麗[14]）
- 精靈寶可夢 太陽&月亮（電氣公主B[15]）
- 夢幻慶典R（歌迷）
- 犬屋敷（女學生、學生）

2018年
- 三麗鷗男子（女子）
- POP TEAM EPIC（妖精）
- DEVILSLINE 惡魔戰線（馮靜）
- Butlers～千年百年物語～（雨宮夕陽、小P）

2019年
- 狂賭之淵××（狛喰希[16]）
- 卡羅爾與星期二（美女A）
- 神田川JET GIRLS（CS製作經紀人）

2020年
- 虛構推理（看護師C、七瀨初實）
- 成神之日（工作人員）

2021年
- 賈希大人不氣餒！（寶石店店員、狗、女高中生A、教練、店員B、女學生A、女性情侶、媽媽A、女學生、少女、商店街的人A）

2023年
- Fate/strange Fake -Whispers of Dawn-（女医生）

2024年
- 偶像大師 閃耀色彩 2nd season（和泉愛依[17]）

2025年
- 海螺小姐（莉佳〈第2代〉[18]）

### 劇場版動畫
2011年
- 閃電十一人GO 究極之絆 獅鷲獸（空野葵[19]）

2012年
- 閃電十一人GO VS 紙箱戰機W（空野葵）

2014年
- 閃電十一人 超次元夢想比賽（空野葵）

### 遊戲
2011年
- 閃電十一人GO 光明版／黑暗版（空野葵）
- 閃電十一人 王牌前鋒 2012 Xtreme（空野葵）

2012年
- 閃電十一人GO2 時空之石 熱風版／雷鳴版（空野葵）
- 閃電十一人GO 王牌前鋒 2013（空野葵）

2013年
- 閃電十一人GO3 銀河 大霹靂版／超新星版（空野葵、小精靈）

2016年
- 女友伴身邊（林田珠樹）
- 白貓Project（鈴）

2017年
- 聖火降魔錄 回聲 另一位英雄王（幼少羅賓）

2019年
- 偶像大師 閃耀色彩（和泉愛依[20]）
- 少女前線（03式、SPR A3G）

## 外部連結
- 事務所官方簡歷（页面存档备份，存于）（日語）
- 北原沙彌香的X（前Twitter）（日語）
- 北原沙彌香的Instagram帳戶